# William Eythe
William Eythe (* 7. April 1918 in Mars, Pennsylvania; † 26. Januar 1957 in Los Angeles, Kalifornien) war ein US-amerikanischer Schauspieler.

## Leben und Karriere
William Eythe entwickelte bereits als Jugendlicher Interesse an der Schauspielerei sowie dem Theater. Während seines Studiums an der Carnegie Mellon University in Pittsburgh führte er beispielsweise mehrere Musicals mit teilweise selbst geschriebenen Songs auf. Bereits 1941 produzierte er das erfolgreiche Stück Lend an Ear, das später mit ihm selbst in der Hauptrolle am Broadway aufgeführt wurde. Nach dem Ende seines Studiums zog es Eythe nach New York, wo er unter anderem bei Radiosendern als Hörspielsprecher und Moderator arbeitete. 
Eine Rolle im Broadway-Stück The Moon Is Down brachte ihm 1942 die Aufmerksamkeit von Hollywood-Agenten ein, die ihn nach dorthin verpflichteten. 1943 machte Eythe sein Filmdebüt als sensibler Sohn eines sadistischen Offiziers in William A. Wellmans Western-Klassiker Ritt zum Ox-Bow mit Henry Fonda. Im Gegensatz zu vielen gleichaltrigen Hollywood-Kollegen war Eythe wegen seines schlechten Gehörs vom Dienst im Zweiten Weltkrieg freigestellt, auch deshalb bekam Eythe schnell bedeutende Rollen angeboten und wurde als potenzieller Star gehandelt. Er hatte etwa einen großen Auftritt in Henry Kings Filmbiografie Das Lied von Bernadette (1943) über das Leben der Heiligen Bernadette. Regisseur King setzte Eythe nochmals 1944 in seiner mit fünf Oscars ausgezeichneten Filmbiografie Wilson über das Leben von US-Präsident Woodrow Wilson ein. 1945 spielte Eythe die Hauptrolle eines Doppelagenten in Henry Hathaways Spionagefilm Das Haus in der 92. Straße.
Schon bald darauf nahm jedoch die Qualität seiner Filme merklich ab. Zwar galt Eythe als talentierter Darsteller, doch er war an den Kinokassen als Star nicht sonderlich erfolgreich und hatte außerdem einige Auseinandersetzungen mit vorgesetzten Filmproduzenten. Hinzu kam seine Homosexualität: Zwar war er zwischen 1947 und 1949 in einer Art Scheinehe mit der Schauspielerin Buff Cobb (1927–2010) – einer Enkelin des Schriftstellers Irvin S. Cobb – verheiratet, doch in Wahrheit hatte er eine langjährige Beziehung mit dem Schauspielkollegen Lon McCallister. 1950 drehte Eythe seinen letzten von insgesamt 13 Filmen. Anschließend hatte er noch einige Engagements als Schauspieler im Fernsehen sowie am Broadway, ehe er in seinen letzten Lebensjahren als Theaterproduzent arbeitete. 1959 verstarb William Eythe im Alter von nur 38 Jahren an akuter Hepatitis, wohl auch mitverursacht durch Depressionen und Alkoholprobleme.

## Filmografie
- 1943: Ritt zum Ox-Bow (The Ox-Bow Incident)
- 1943: Das Lied von Bernadette (The Song of Bernadette)
- 1944: The Eve of St. Mark
- 1944: Wilson
- 1944: Mission im Pazifik (Wing and a Prayer)
- 1945: Skandal bei Hofe (A Royal Scandal)
- 1945: Das Haus in der 92. Straße (The House on 92nd Street)
- 1946: Colonel Effingham's Raid
- 1946: Centennial Summer
- 1947: Das letzte Duell (Meet Me at Dawn)
- 1948: Mr. Reckless
- 1949: Special Agent
- 1949: The Philco Television Playhouse (Fernsehserie, 4 Folgen)
- 1950: Customs Agent
- 1950–1951: Lights Out (Fernsehserie, 2 Folgen)
- 1951: Faith Baldwin Romance Theatre (Fernsehserie, 1 Folge)
- 1951: Studio One (Fernsehserie, 1 Folge)
- 1951: Armstrong Circle Theatre (Fernsehserie, 1 Folge)
- 1951: Lux Video Theatre (Fernsehserie, 1 Folge)
- 1951: Tales of Tomorrow (Fernsehserie, 1 Folge)
- 1952: Schlitz Playhouse of Stars (Fernsehserie, 1 Folge)
- 1952: Hollywood Opening Night (Fernsehserie, 1 Folge)
- 1954: The Ford Television Theatre (Fernsehserie, 1 Folge)